# Wladimir Balentien
Wladimir Ramon Ramonof Balentien (Willemstad, 2 juli 1984) is een Antilliaanse honkballer. Hij nam eenmaal deel aan de Olympische Spelen, maar won bij die gelegenheid geen medaille.
Balentien is een rechtshandige buitenvelder. Op zestienjarige leeftijd tekende Balentien in juli 2000 een contract bij de Seattle Mariners. Hij kwam uit voor diverse teams van deze organisatie en doorliep via de Dominicaanse League in 2000 en de Venezolaanse League in 2001 en 2002 de hele Minor League waarbij hij elk seizoen door zijn vereniging tot Meest Waardevolle Speler werd uitgeroepen. In 2003verbeterde hij tevens bij de Peoria Mariners het homerunrecord in de Arizona Rookie League wat hij op 16 stelde. In 2007 was hij bovendien de Pacific Coast League Rookie of the Year. Hij stond in de aanloop naar de seizoenen 2005, 2006, 2007 en 2008 steeds op de 40 man tellende selectielijst van de Mariners. Hij maakte uiteindelijk op 4 september 2007 zijn debuut in de Amerikaanse Major League voor de hoofdmacht van de Mariners. Hier kwam Balentien drie wedstrijden als pinch-hitter in actie. In het seizoen 2008 kwam hij wederom uit voor de Mariners maar verhuisde daarna naar de Minor League en speelde voor de Tacoma Rainiers waar hij ook al in het jaar ervoor voor gespeeld had. Hij speelde in dat seizoen 124 wedstrijden voor dit Triple A-team van Seattle Mariners en kwam op 30 april 2008 weer uit voor de hoofdmacht. In de wedstrijd tegen Cleveland Indians sloeg hij twee honkslagen, waaronder een driepunten-homerun en speelde zijn eerste volledige wedstrijd in de Major League.
Balentien kwam bij de selectie voor het Nederlands honkbalteam in 2004. Hij deed mee aan het pre-Olympisch toernooi in Nettuno en aan de spelen van 2004 in Athene. In Nettuno sloeg hij tijdens zijn eerst wedstrijd een solo-homerun door de bal het stadion uit te slaan en speelde alle vier de wedstrijden mee waarin hij drie honkslagen maakte. Tijdens de Olympische Spelen speelde hij zes wedstrijden mee, had slechts twee honkslagen (.133), twee runs en twee binnengeslagen punten en behaalde wederom een homerun. Als buitenvelder speelde hij foutloos en maakte in zes duels vijf vangballen. Aan het eind van 2004 ontving hij van de KNBSB de Guus van der Heijden Memorial Trophy op als beste international onder de 23 jaar. Hierna kwam Balentien niet meer in de gelegenheid om voor Nederland uit te komen. Vlak voordat hij in de voorbereiding op de World Baseball Classic, zijn rentree wilde maken, werd hij door zijn werkgever de Seattle Mariners bij bondscoach Robert Eenhoorn afgemeld vanwege een opgelopen hamstringblessure.
Sinds 2011 speelt Balentien voor het Japanse professionele honkbalteam Yakult Swallows (Central League). In 2013 brak hij het Japanse record voor het aantal homeruns per seizoen. Het record van 55 homeruns van de Japanse ster Sadaharu OH uit 1964 was al twee keer eerder geevenaard, maar werd pas in 2013 door Balentien uit de boeken geslagen. Balentien eindigde het seizoen met 60 homeruns. 